# Herrarnas lagmångkamp i gymnastik vid olympiska sommarspelen 1976
Herrarnas lagmångkamp i gymnastik vid olympiska sommarspelen 1976 avgjordes den 18-19 juli i Montreal Forum.

## Medaljörer
| Gren                  | Guld                                                                                           | Silver | Brons                                                                                            |
| Herrarnas lagmångkamp | Japan Shun Fujimoto Hisato Igarashi Hiroshi Kajiyama Sawao Kato Eizo Kenmotsu Mitsuo Tsukahara | Sovjetunionen Nikolaj Andrianov Alexander Ditiatin Gennadj Krysin Vladimir Martjenko Vladimir Markelov Vladimir Tichonov | Östtyskland Roland Brückner Rainer Hanschke Bernd Jäger Wolfgang Klotz Lutz Mack Michael Nikolay |

## Resultat
| Placering | Lag / tävlande        | Fristående | Fristående | Bygelhäst | Bygelhäst | Ringar | Ringar | Hopp  | Hopp  | Barr  | Barr  | Räck  | Räck  | Totalt | Totalt | Poäng  |
| Placering | Lag / tävlande        | C          | O          | C         | O         | C      | O      | C     | O     | C     | O     | C     | O     | C      | O      | Poäng  |
| --------- | --------------------- | ---------- | ---------- | --------- | --------- | ------ | ------ | ----- | ----- | ----- | ----- | ----- | ----- | ------ | ------ | ------ |
| 1         | Japan                 | 47,20      | 47,95      | 47,70     | 48,70     | 47,20  | 48,65  | 47,80 | 47,85 | 48,15 | 48,30 | 48,25 | 49,10 | 286,30 | 290,55 | 576,85 |
| 1         | 55 Shun Fujimoto      | 9,30       | 9,55       | 9,10      | 9,50      | 9,35   | 9,70   | 9,00  | 0,00  | 9,45  | 0,00  | 9,60  | 0,00  | 55,80  | 28,75  | 84,55  |
| 1         | 56 Igarashi Hisato    | 9,00       | 9,45       | 9,40      | 9,60      | 9,25   | 9,50   | 9,45  | 9,45  | 9,55  | 9,45  | 9,60  | 9,85  | 56,25  | 57,30  | 113,55 |
| 1         | 57 Hiroshi Kajiyama   | 9,45       | 9,50       | 9,50      | 9,75      | 9,40   | 9,70   | 9,65  | 9,70  | 9,70  | 9,65  | 9,50  | 9,75  | 57,20  | 58,05  | 115,25 |
| 1         | 59 Sawao Kato         | 9,50       | 9,70       | 9,60      | 9,80      | 9,45   | 9,80   | 9,55  | 9,55  | 9,75  | 9,80  | 9,65  | 9,75  | 57,50  | 58,40  | 115,90 |
| 1         | 60 Eizo Kemmotsu      | 9,45       | 9,65       | 9,70      | 9,85      | 9,55   | 9,70   | 9,65  | 9,35  | 9,00  | 9,75  | 9,65  | 9,85  | 57,00  | 58,15  | 115,15 |
| 1         | 61 Mitsuo Tsukahara   | 9,50       | 9,55       | 9,50      | 9,70      | 9,45   | 9,75   | 9,50  | 9,80  | 9,70  | 9,65  | 9,75  | 9,90  | 57,40  | 58,35  | 115,75 |
| 2         | Sovjetunionen         | 47,80      | 48,80      | 48,00     | 47,90     | 48,00  | 49,35  | 47,60 | 47,60 | 47,70 | 47,60 | 47,70 | 48,40 | 286,80 | 289,65 | 576,45 |
| 2         | 90 Nikolaj Andrianov  | 9,45       | 9,85       | 9,70      | 9,75      | 9,80   | 9,90   | 9,65  | 9,70  | 9,80  | 9,70  | 9,70  | 9,50  | 58,10  | 58,40  | 116,50 |
| 2         | 91 Aleksandr Ditiatin | 9,60       | 9,70       | 9,65      | 9,65      | 9,60   | 9,90   | 9,40  | 9,65  | 9,50  | 9,40  | 9,45  | 9,65  | 57,20  | 57,95  | 115,15 |
| 2         | 92 Gennadij Kryssin   | 9,50       | 9,70       | 9,45      | 9,55      | 9,30   | 9,60   | 9,50  | 9,50  | 9,45  | 9,40  | 9,50  | 9,80  | 56,70  | 57,55  | 114,25 |
| 2         | 93 Vladimir Martjenko | 9,55       | 9,80       | 9,60      | 9,45      | 9,50   | 9,85   | 9,45  | 9,55  | 8,55  | 9,50  | 9,45  | 9,60  | 56,10  | 57,75  | 113,85 |
| 2         | 94 Vladimir Markelov  | 9,70       | 9,75       | 9,60      | 9,40      | 9,70   | 9,90   | 9,60  | 9,20  | 9,65  | 9,60  | 9,60  | 9,70  | 57,85  | 57,55  | 115,40 |
| 2         | 96 Vladimir Tichonov  | 9,40       | 9,55       | 9,40      | 9,50      | 9,40   | 9,80   | 9,40  | 8,65  | 9,30  | 8,80  | 9,30  | 9,65  | 56,20  | 55,95  | 112,15 |
| 3         | Östtyskland           | 46,50      | 47,25      | 47,20     | 47,40     | 46,55  | 47,80  | 46,85 | 46,85 | 47,00 | 46,65 | 47,15 | 47,45 | 281,25 | 283,40 | 564,65 |
| 3         | 31 Roland Bruckner    | 9,40       | 9,65       | 9,35      | 9,20      | 9,10   | 9,50   | 9,50  | 9,55  | 9,10  | 9,10  | 9,25  | 9,30  | 55,70  | 56,30  | 112,00 |
| 3         | 32 Rainer Hanschke    | 9,20       | 9,40       | 9,50      | 9,50      | 9,30   | 9,45   | 9,05  | 8,90  | 9,35  | 9,15  | 9,40  | 9,30  | 55,80  | 55,70  | 111,50 |
| 3         | 33 Bernd Jager        | 9,00       | 9,10       | 9,30      | 9,45      | 9,30   | 9,60   | 9,40  | 9,40  | 9,65  | 9,55  | 9,60  | 9,60  | 56,25  | 56,70  | 112,95 |
| 3         | 34 Wolfgang Klotz     | 9,40       | 9,35       | 9,45      | 9,35      | 9,30   | 9,35   | 9,35  | 9,50  | 9,05  | 9,20  | 9,20  | 9,45  | 55,75  | 56,20  | 111,95 |
| 3         | 35 Lutz Mack          | 9,30       | 9,50       | 9,30      | 9,25      | 9,45   | 9,75   | 9,35  | 9,40  | 9,50  | 9,40  | 9,30  | 9,50  | 56,20  | 56,80  | 113,00 |
| 3         | 36 Michael Nikolay    | 9,20       | 9,35       | 9,60      | 9,85      | 9,20   | 9,50   | 9,25  | 9,00  | 9,40  | 9,35  | 9,60  | 9,60  | 56,25  | 56,65  | 112,90 |

## Slutlig ställning
| Placering | Lag             | Totalt  |
| --------- | --------------- | ------- |
|           | Japan           | 576,850 |
|           | Sovjetunionen   | 576,450 |
|           | Östtyskland     | 564,650 |
| 4         | Ungern          | 564,450 |
| 5         | Västtyskland    | 557,400 |
| 6         | Rumänien        | 557,300 |
| 7         | USA             | 556,100 |
| 8         | Schweiz         | 550,600 |
| 9         | Tjeckoslovakien | 550,150 |
| 10        | Frankrike       | 546,450 |
| 11        | Polen           | 544,850 |
| 12        | Bulgarien       | 532,600 |